# Eine zauberhafte Nanny

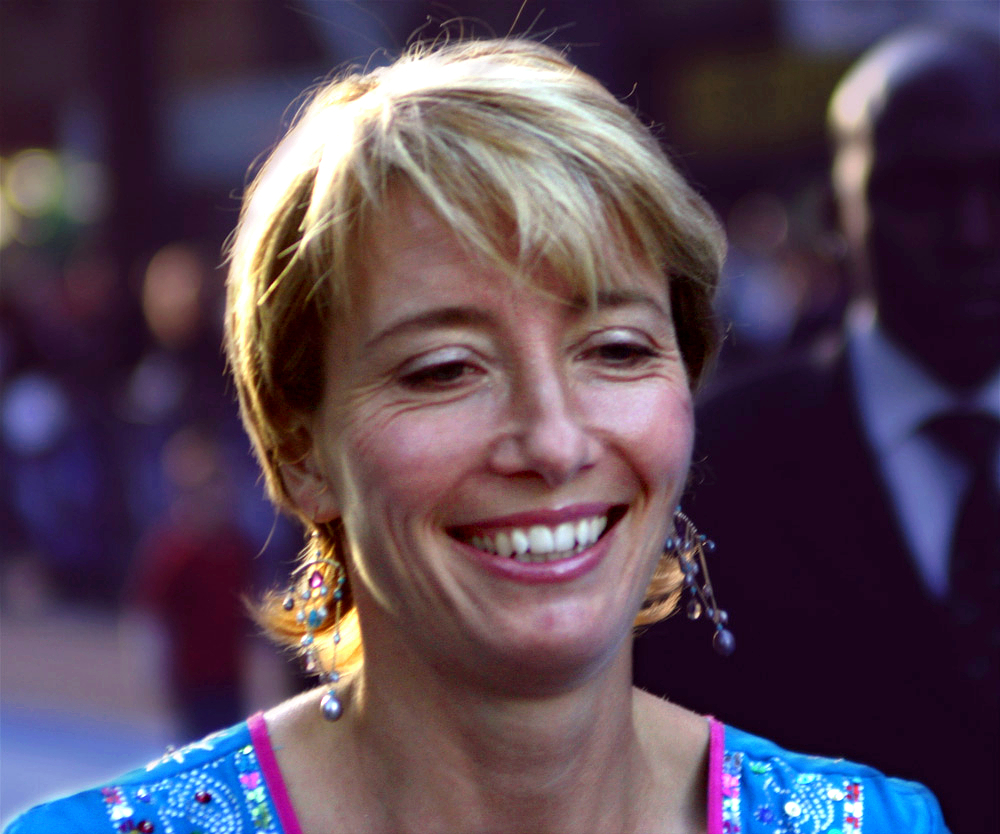
Emma Thomson, aufgenommen während der Premiere von Nanny McPhee in London

Eine zauberhafte Nanny (Originaltitel: Nanny McPhee) ist ein britischer Fantasyfilm aus dem Jahr 2005 des Produzentenduos Tim Bevan und Eric Fellner. Die Regie lag bei Kirk Jones. Hauptdarstellerin Emma Thompson schrieb auch das Drehbuch, das auf den Geschichten um die magische Kinderfrau Nanny Matilda (Nurse Matilda) von Christianna Brand basiert. Colin Firth spielt den nach dem Tod seiner Frau völlig überforderten Vater von sieben Kindern.
Im Jahr 2010 wurde ein weiterer Film über die zauberhafte Nanny mit dem Titel Eine zauberhafte Nanny – Knall auf Fall in ein neues Abenteuer veröffentlicht, in dem sich die Nanny um das Wohl einer anderen Familie kümmert.

## Handlung
Um das Jahr 1870 lebt im Süden Englands die Familie Brown mit drei Hausangestellten (Köchin, Haus- und Kindermädchen/Nanny). Vater Cedric, ein Bestatter, ist mit der Erziehung und Betreuung seiner sieben Kinder nach dem Tod seiner Frau völlig überfordert. Selbst das mittlerweile siebzehnte Kindermädchen ist den Streichen und der Ungezogenheit der Kinder hilflos ausgeliefert, sodass sich Cedric erneut auf die Suche nach einem Kindermädchen machen muss. Die Arbeitsvermittlung kann jedoch nichts mehr für ihn tun; Brown ist verzweifelt.
Am Abend klopft eine mysteriöse, wie eine Hexe aussehende Frau an die Tür der Browns. Sie stellt sich als Nanny McPhee vor und bittet um Einlass. Zur selben Zeit sind die Kinder dabei, in der Küche alles zu verwüsten. Als Nanny McPhee eintritt, sind sie wie gewohnt frech und ungezogen, doch die undurchschaubare Frau bringt sie dazu, die Küche wieder aufzuräumen und ihrer Bitte, brav zu Bett zu gehen, zu folgen; die Küche ist wie durch Zauberei wieder aufgeräumt. Allerdings fallen die Kinder schnell wieder in ihr altes Verhaltensmuster zurück, werden aber von der neuen Nanny ausgetrickst. Sie gibt ihnen noch mit auf den Weg: „Wenn ihr mich braucht, aber nicht wollt, dann muss ich bleiben, wenn ihr mich aber wollt, aber nicht mehr braucht, dann muss ich gehen.“
Mit ihrem Zauberstock bringt Nanny McPhee den Kindern nach und nach Manieren bei. Ihr Vater Cedric ist sehr zufrieden und hat ein Problem weniger, doch plagen ihn weiterhin finanzielle Sorgen. Die wohlhabende Tante seiner verstorbenen Frau, Lady Adelaide, sorgt seit Jahren mit ihren finanziellen Zuwendungen für den Unterhalt der Familie. Nun droht sie jedoch damit, die Zahlungen einzustellen, sollte Cedric nicht bis zum Ende des Monats wieder heiraten. Bei einem Besuch will sie die kleine Tochter Christianna mit zu sich nehmen, um deren Erziehung und Ausbildung zu vervollständigen – das älteste Kind Simon kommt auf die Idee, stattdessen das Hausmädchen Evangeline mit Tante Adelaide gehen zu lassen, da Evangeline ohnehin gerne Lesen lernen möchte. Cedric ist klar, dass die Familie ohne die Zahlungen der Tante ruiniert ist, und macht sich auf die Suche nach einer passenden Frau. Die Auswahl ist erschreckend klein, und so bleibt ihm am Ende nur Mrs. Quickly, eine sich mit buntem Kitsch umgebende Bekannte mittleren Alters. Die Kinder sind entsetzt und vergraulen die in ihren Augen unerträgliche Frau mit ihren üblichen Tricks. Daraufhin erzählt Cedric seinen Kindern von der ausweglosen Lage der Familie. Und siehe da, die Kinder tun nun alles, damit Mrs. Quickly sich anders besinnt, und versuchen, sie zu akzeptieren.
Eine Hochzeit wird alsbald arrangiert. Als Cedric mit Mrs. Quickly vor dem Altar steht, simulieren die Kinder im Einverständnis mit der Nanny und ihrem Vater einen Bienenüberfall, der zu einer Tortenschlacht führt. Mrs. Quickly zieht daraufhin wütend von dannen. Auch die anwesende Tante Adelaide will aufbrechen, wird jedoch von Simon aufgehalten. Dieser schlägt vor, dass sein Vater und Evangeline eine Ehe eingehen, woraufhin Tante Adelaide aus Schock in Ohnmacht fällt. Da zwischen Cedric und Evangeline schon immer mehr als nur Sympathie herrschte, wird die Ehe geschlossen und somit die Zukunft der Familie Brown gesichert. Noch dazu mit einer Frau an der Seite ihres Vaters, die auch die Kinder mögen und akzeptieren.
Nanny McPhee aber verliert mit jedem Erfolg, den sie in der Erziehung der Kinder verbuchen kann (von ihr "Lektion" genannt), eines der einer Hexe zugeschriebenen Attribute (zwei entstellende Warzen, dicke Knollennase, entstellender überlanger Zahn). So kommt letztendlich eine attraktive Frau zum Vorschein. Da ihr Werk bei den Browns vollendet ist, muss sie nun gemäß ihrem Motto, das sie den Kindern schon bei ihrer Ankunft gesagt hat, gehen.

## Synchronisation
Die deutsche Synchronbearbeitung wurde in den Ateliers der Interopa Film in Berlin angefertigt. Für das Dialogbuch und die Synchronregie zeichnete Sven Hasper verantwortlich.
| Rolle             | Darsteller           | Synchronsprecher   |
| ----------------- | -------------------- | ------------------ |
| Nanny McPhee      | Emma Thompson        | Monica Bielenstein |
| Cedric Brown      | Colin Firth          | Tom Vogt           |
| Evangeline        | Kelly Macdonald      | Dascha Lehmann     |
| Simon Brown       | Thomas Sangster      | Christian Zeiger   |
| Tora Brown        | Eliza Bennett        | Julia Sander       |
| Lily Brown        | Jennifer Rae Daykin  | Soraya Richter     |
| Eric Brown        | Raphaël Coleman      | Julius Hasper      |
| Sebastien Brown   | Sam Honywood         | Lino Hirthe        |
| Christianna Brown | Holly Gibbs          | Emily Hasper       |
| Tante Adelaide    | Angela Lansbury      | Dagmar Altrichter  |
| Mrs. Quickly      | Celia Imrie          | Liane Rudolph      |
| Mrs. Blatherwick  | Imelda Staunton      | Regine Albrecht    |
| Letitia           | Elizabeth Berrington | Christin Marquitan |
| Mr. Wheen         | Derek Jacobi         | Frank Ciazynski    |
| Mr. Jowles        | Patrick Barlow       | Norbert Gescher    |

## Hintergrundinformationen
- Die Kritikerin Melanie Moon wurde in einer Aussage zum Film zitiert mit dem Satz „Die neue Mary Poppins“ (The new Mary Poppins).[4]
- Auf Filmplakaten und den Hüllen von DVD und Blu-Ray Disc ist stets nur die Silhouette von Nanny McPhee zu sehen, niemals sie selbst.
- Die fünf Lektionen, die Nanny McPhee den Kindern beibringt, sind:
  - Zu Bett gehen, wenn man es ihnen sagt (To go to bed when they are told)
  - Aufstehen, wenn man es ihnen sagt (To get up when they are told)
  - Sich anzuziehen, wenn man es ihnen sagt (To get dressed when they are told)
  - Zuhören (to listen) – das ist die Lektion, die Nanny McPhee dem Vater beibringt.
  - Genau das tun, was euch gesagt wird (To do as they are told)[5]

Im Film erklingt der Hochzeitsmarsch von Felix Mendelssohn Bartholdy.
Der Film Eine zauberhafte Nanny – Knall auf Fall in ein neues Abenteuer stellt keine Fortsetzung dieser Geschichte dar, sondern handelt von einer anderen Familie, der wiederum Emma Thompson in der Rolle der Nanny McPhee zur Seite steht, und die etwa siebzig Jahre später während des Zweiten Weltkrieges angesiedelt ist.
In der deutschen Fassung ist eine Szene am Ende des Films nur schwer verständlich, da sich der Kontext aus einem englischen Wortspiel herleiten lässt. Den Kindern wird von Mrs. Quickly gesagt, sie sollen sich benehmen, auf Englisch „to behave“. Als die Kinder am Ende des Films während der Hochzeit allerdings anfangen, einen Bienenangriff zu simulieren, resultiert dies aus der dialektbehafteten Aussprache Mrs. Quicklys, die dort im englischen Original den Kindern ein „beehive“ befiehlt – zu deutsch „Bienenstock“.

## Produktionsnotizen und Veröffentlichung
Es handelt sich um einen Film der Universal Studios. Gedreht wurde in Dorset, in Shingle Mere Meadow (Buckinghamshire) sowie in London und in den Pinewood Studios nahe Iver Heath in Buckinghamshire, alle Vereinigtes Königreich.
Der Film wurde im Vereinigten Königreich am 21. Oktober 2005 erstaufgeführt, ebenso in Irland. 2006 lief er in Frankreich auf dem L’Alpe d’Huez International Comedy Film Festival (21. Januar 2006) und dem Gerardmer Film Festival (26. Januar 2006) sowie dann weltweit im Kino. 
- Eine zauberhafte Nanny (DVD), herausgegeben mit einer deutschen Tonspur am 2. November 2006 von Universal[6]
- Eine zauberhafte Nanny und Eine zauberhafte Nanny – Knall und Fall in ein neues Abenteuer (Blu-ray), herausgegeben mit einer deutschen Tonspur am 26. September 2013 von Universal[7]
- Nanny McPhee Soundtrack (Audio-CD)

## Kritiken
Der Film erhielt von den meisten Kritikern eine überwiegend positive Einschätzung. So sprach etwa der film-dienst von „respektlosem Witz“ in einer „liebevoll-überkandidelten Märchenwelt“, in der „auch ernstere Untertöne über mangelnde Kommunikation zwischen Erwachsenen und Kindern zum Tragen“ kämen. Hervorgehoben wurde dabei vor allem die schauspielerische Leistung von Emma Thompson, so etwa von Stella Papamichael im BBC: „[…] Thompson ist als […] Babysitterin ein Genuss.“ Thompsons „unbeschreibliche Grazie und Sympathie“ sei in diesem Film jedoch „nicht so offensichtlich wie sonst“, schrieb Ray Bennett vom Hollywood Reporter. Roger Ebert von der Chicago Sun-Times stellte sich die Frage, ob Kinder den Film mögen werden: „Ich denke, Kindern wird es gefallen zu sehen, wie andere Regeln lernen müssen, ohne dass sie diese Regeln selbst verinnerlichen müssen.“
Gelobt wurde darüber hinaus das Aussehen des Films, wohingegen einige Schwächen im Erzählstil bemerkt wurden. Eine zauberhafte Nanny sei ein Film, dessen „verdrehte visuelle Vorstellungskraft konsequenter ist als seine wacklige und ungeradlinige Erzählweise“, schrieb Stephen Holden von der New York Times. Der Film habe aber „einen Hauch vom dunklen Stil Roald Dahls, was das Zuckrige etwas abschwächt“ meinte Leslie Felperin in der Fachzeitschrift Variety. So sah es auch Jo Berry vom Empire Magazine und bescheinigte dem Film, er sei „schaumig und spaßig – herrlichst dunkel“.
Deutschlandradio Kultur urteilte in seiner Filmbesprechung: „‘Oscar’-Preisträgerin Emma Thompson […] schrieb hier das herrlich überdrehte Drehbuch, übernahm auch die Haupt-/Titelfigur und überzeugt als eigenwillig-komische Nanny, ohne dabei zu sehr aufdringlich mit dem pädagogischen Zeigefinger zu hantieren. Ganz im Gegenteil: Spiel, Spaß und Gefühle dürfen sich angenehm-unaufdringlich austoben. Ein schöner Familienfilm, in dem auch Colin Firth […] als sympathischer Stichwortgeber-Daddy freundlich-schusslig mitmischt.“

## Ehrungen
Heartland Film Festival 2006
- Auszeichnung mit dem Truly Moving Sound Award

New York Festivals 2006
- Auszeichnung mit der Silbernen Medaille: Introductions and Lead-in titles

Women Film Critics Circle Awards 2006
- Auszeichnung mit dem WFCC Award in der Kategorie „Bester Familienfilm“

Satellite Awards 2006
- nominiert:
  - Beste Jugend-DVD

Young Artist Awards 2007
- nominiert:
  - „Bester junger Hauptdarsteller in einem Spielfilm“: Thomas Brodie-Sangster
  - „Bestes junges Ensemble“, Nominierte: Thomas Brodie-Sangster, Eliza Bennett, Raphaël Coleman, Jennifer Rae Daykin, Holly Gibbs, Samuel Honywood
  - „Bester Familienspielfilm“